# يوجين كيب
يوجين كيب (بالألمانية: Eugen Kipp)‏ هو لاعب كرة قدم ألماني، ولد في 26 فبراير 1885 في شتوتغارت في ألمانيا، وتوفي بنفس المكان في 10 نوفمبر 1931. شارك مع منتخب ألمانيا لكرة القدم. أما مع النوادي، فقد لعب مع شتوتغارت كيكرز.

## وصلات خارجية
- يوجين كيب على موقع قاعدة بيانات كرة القدم.إي يو (الإنجليزية)
- يوجين كيب على موقع بيانات كرة القدم. دي إي (الألمانية)
- يوجين كيب على موقع ناشيونال فوتبول تيمز (الإنجليزية)
- يوجين كيب على موقع عالم كرة القدم.نت (الإنجليزية)
- يوجين كيب على موقع أوليمبيديا (الإنجليزية)